# Börsenmedien AG
Die Börsenmedien AG ist ein Medienhaus für Finanzinformationen. Bekannteste Publikation des im oberfränkischen Kulmbach ansässigen Unternehmens ist das Börsenmagazin Der Aktionär. Seit 1989 versorgt die als Börsenbuchverlag gegründete Börsenmedien AG interessierte Anleger mit aktuellen Informationen zu den internationalen Finanzmärkten.
Eigentümer der Börsenmedien AG ist Unternehmer Bernd Förtsch.

## Entstehung und Entwicklung
1989 wurde die heutige Börsenmedien AG unter dem Namen „Börsenbuchverlag“ von Bernd Förtsch gegründet. Im selben Jahr verlegte der Unternehmer erstmals ein Buch eines amerikanischen Börsenprofis in deutscher Sprache. Weitere Werke mit dem Themenschwerpunkt Börse folgten.
1994 rief Förtsch das Börsenmagazin Bulle und Bär ins Leben und gab dem in Deutschland aufstrebenden Thema Börse eine passende Plattform. Bulle und Bär widmete sich der Wirtschaftsberichterstattung und enthielt Aktienempfehlungen.
Zwei Jahre später ging aus der Zeitschrift Bulle und Bär das Anlegermagazin Der Aktionär hervor und erschien pünktlich zum Börsengang der Deutschen Telekom. Die Erstauflage lag bei 13.000 Exemplaren, 2000 erreichte Der Aktionär schließlich eine Auflage von 150.000 Exemplaren. Zunächst monatlich, erscheint Der Aktionär seit Frühjahr 2000 wöchentlich.
Bernd Förtsch erkannte, dass Anleger nun verstärkt Informationen zu einzelnen Branchen nachfragten. 1997 erschien daher mit dem Infotech Report der erste Branchenreport in Deutschland, der sich ausschließlich mit dem Thema Internet befasste. Mit dem Infotech Report entstand gleichzeitig ein neuer Geschäftsbereich für die Börsenmedien AG. In den folgenden Jahren kamen weitere Branchenreports hinzu, so zum Beispiel zum Thema Biotechnologie und dem Börsensegment Neuer Markt.
Aufgrund des Unternehmenswachstums zog die Börsenmedien AG 2005 in das neue Geschäftsgebäude am Eulenhof in Kulmbach um.
Ein Jahr später wurde das DAF – Deutsches Anleger Fernsehen ins Leben gerufen. Die gleichnamige Aktiengesellschaft war eine hundertprozentige Tochter der Börsenmedien AG und berichtete börsentäglich live von den Börsen in Frankfurt am Main und New York sowie aus den TV-Studios in Kulmbach. 2008 wurden die Online-Aktivitäten des Aktionär nach dem Motto „Online First!“ forciert. So entwickelte sich die bis dahin als Service-Portal dienende Website binnen kürzester Zeit zu einer der wichtigsten Anlaufstellen für Börsianer im Internet. 2009 öffnete das Special-Interest-Portal Aktienreports und lieferte Anlegern komprimierte Informationen zu Einzelwerten, Branchen und Ländern. 
Nach der Insolvenz des Deutschen Anleger Fernsehens im Jahr 2015 wurde der Sender zu einem reinen Internet-TV-Sender sowie zu einer TV-Produktionsfirma umstrukturiert und unter dem neuen Namen Der Aktionär TV näher an die Kernmarke herangeführt.
Seit 2017 bietet die Börsenmedien AG in Kooperation mit Morgan Stanley Strategie-Zertifikate für jeden Anleger an. Mit dem Zukauf des Finanzportals finanztreff.de 2018 stärkte die Börsenmedien AG ihr Angebot.
Im November 2021 übernahm das Medienhaus den Finanzen Verlag aus München.

## Marken

### Der Aktionär
Flaggschiff der Börsenmedien AG ist Der Aktionär. Zentrales Element des wöchentlich erscheinenden Magazins ist das Aktien-Musterdepot, das Anlegern eine starke Orientierungshilfe ist, sowie der Chart-Check. Letzterer ist einzigartig in seiner Form: Woche für Woche veröffentlicht die Redaktion Dutzende Updates zu laufenden Empfehlungen. Abgerundet wird das Heft durch einen umfangreichen Statistikteil.

### Der Aktionär TV
Ergänzt wird das Angebot des Printmagazins durch das Bewegtbildportal Der Aktionär TV und berichtet täglich live aus Kulmbach und Frankfurt am Main sowie von der Deutschen Börse. Der Finanz-TV-Sender ist spezialisiert auf Börsenberichterstattung sowie alle Facetten rund um das Thema Geldanlage und kann über IPTV und DVB-C empfangen werden. Die Inhalte sind jederzeit und überall on demand abrufbar.

### Plassen Buchverlage
Die Plassen Buchverlage sind die Dachmarke, unter der die Börsenmedien AG ihre verlegerischen Aktivitäten im Buchbereich bündelt. Sie vereint die Labels Börsenbuchverlag, books4Success und Plassen Verlag.

### Börsendienste
Neben dem Printmagazin und dem Bewegtbildportal bietet die Börsenmedien AG eine Vielzahl an Börsendiensten. Dabei widmen sich etwa 15 Börsendienste den unterschiedlichsten Themenschwerpunkten: von Golf über Tech-Aktien bis hin zu Trendthemen, wie Wasserstoff und Biotech oder Krypto-Währungen.

### finanztreff.de
Das Finanzportal finanztreff.de richtet sich an die Zielgruppe der Selbstentscheider mit sehr starkem Fokus auf Vermögensbildung und Trading. Über 160.000 Watchlists und Portfolios der User unterstreichen den Erfolg innerhalb der Zielgruppe. Das Finanzportal wurde 2018 übernommen.

### Börse Online
Das Finanzmagazin Börse Online wurde 2021 übernommen.

### €uro
Die Monatszeitschrift €uro wurde 2021 übernommen.

### €uro am Sonntag
Die Wochenzeitung €uro am Sonntag wurde 2021 übernommen.